# Benigne de Sainte Thérèse de l'Enfant-Jésus
Angelo Calvi, en religion Benigne de Sainte Thérèse de l'Enfant-Jésus  ((it) Benigno di santa teresa di gesù bambino) né le 23 juillet 1909, mort le 25 octobre 1937 à Milan, est un père carme italien.
Son procès en béatification a été ouvert en 1991. Il a été déclaré vénérable par le pape Jean-Paul II en 2003.

## Biographie

### Enfance
Angelo Calvi né à Inzago (près de Milan) le 23 juillet 1909, fils de Francesco et Teresa Ceserani. Il est le troisième enfant d'une famille de huit, dont la moitié mourront en bas âges. Il est baptisé le lendemain de sa naissance. Son père est travailleur agricole. Après son retour de la Première Guerre mondiale, il recherchera un emploi plus lucratif à Milan. Sa mère est femme au foyer, « une femme de vraie foi et de piété ».
Le 12 septembre 1915, âgé de six ans, Angelo reçoit la première communion. Cette « rencontre eucharistique » marque profondément sa vie. Porté par un grand amour de la sainte Vierge, le jeune Angelo va durant son enfance, et son adolescence, cultiver un carré de terre près de sa maison pour faire pousser des roses à destination de la Vierge. À l'école primaire, le jeune enfant obtient d'excellents résultats. Afin d'apporter des revenus complémentaires à la famille (le père est absent et engagé comme soldat sur le front), il s'engage comme apprenti cordonnier, mais bientôt il cherche un autre emploi, souffrant des colères et des blasphèmes fréquents de son employeur. Il se rapproche alors de « l'oratoire » de Jean Bosco. En 1923 arrive à l'Oratoire un nouveau prêtre coadjuteur Joseph Calegari. Le jeune garçon le prend comme directeur spirituel.

### Entrée au Carmel
Angelo se sent appelé à une vocation religieuse dans « l'Ordre de la Sainte Vierge Marie », mais sans idée particulière sur l'ordre religieux à choisir. Il en parle avec Don Calegari qui l'oriente vers l'Ordre du Carmel. Deux mois plus tard, il entre au collège Cherasco (au Piémont), avec une douzaine de jeunes qui essaient de reprendre des études scolaires avant leur entrée au noviciat. Âgé de 17 ans, il rencontre des difficultés pour reprendre ses études (études arrêtées durant plusieurs années). On lui propose alors d'entrer au Carmel comme frère convers, mais lui « se sent appelé à la prêtrise ». Avec son directeur spirituel Don Calegari, il demande à sainte Thérèse de Lisieux de l'aider dans ses études, et après une « fervente neuvaine », le postulant rapporte que « ses difficultés d'étude disparurent pour toujours ». La découverte de la « petite Thérèse » est un révélateur pour lui, le chemin thérésien fait de simplicité et d'abandon, devient pour lui « la forme de la vie carmélitaine à laquelle Dieu l'appelle ».
Le 21 juin 1928, Angelo entre dans l'Ordre des Carmes déchaux et prend le nom de Benigno de Sainte Thérèse de l'Enfant-Jésus. Il fait ses études de philosophie et de théologie à Plaisance. Lors de ses vœux définitifs, il fait cette prière : « Mère Immaculée, plutôt me laisser mourir que de perdre mes vœux ». Il est ordonné diacre en 1934 puis prêtre le 26 mai 1935. Il célèbre sa première messe à Inzago le 20 juin, avec sur l'autel une copie du suaire de Turin. 
Son ministère ne va durer qu'un peu plus de deux ans. Pendant trois mois, il est aumônier des carmélites de Bologne, puis il est envoyé à Turin pour remplacer un prêtre décédé. Il est affecté à la paroisse et au Tiers-Ordre carmélite. Le jeune prêtre n'hésite pas à monter dans les greniers de la ville pour apporter aux malades le confort d'une parole et d'un médicament, mais surtout leur porter la communion. Il est également missionné pour prendre en charge l'accompagnement de l'Action catholique. Six mois plus tard, il est nommé vice-maître des novices au couvent de  Concesa (it).
À cette époque, la province religieuse de Lombardie des Carmes déchaux était impliquée dans un lourd procès depuis cinq années. Les carmes et carmélites de la région craignaient la fermeture (et la vente) de leurs six couvents et dix monastères. Pour « sauver » sa famille religieuse, le père Benigno a simplement et silencieusement offert sa vie à Dieu (en échange d'un fin de procès favorable à l'Ordre). Il a ajouté une intention spéciale pour son frère parti en mission en Inde,.

### Décès et funérailles
Sa vie s'achève en quatre jours (du 21 au 25 octobre) à la suite d'une maladie fulgurante. Trois jours avant son décès, il poursuit toujours son ministère, gravissant la rampe d'accès (abrupte) de son monastère pour accomplir fidèlement son ministère.
Atteint par une péritonite, que quatre médecins consultés le mois précédent n'ont pas réussi à diagnostiquer, il subit une intervention chirurgicale qui révèle la gravité de sa situation sanitaire (et son incurabilité). Dans son lit d'hôpital, il renouvelle sa profession religieuse et offre sa vie pour ses confrères missionnaires et pour le salut de la Province carmélitaine. Sa dernière parole fut « Comme il est beau de mourir au Carmel recouvert de la robe de la Sainte Vierge ! ». Il décède à Milan le 25 octobre 1937, accompagné par une grande foule, venue se regrouper sous sa fenêtre. Le père Brocardo qui leur annonce son décès depuis la fenêtre du malade déclare alors : « Le Père Benigno est au Paradis. Dites-lui un Gloire à Dieu, et pas un Requiem »,.
Les funérailles du père Benigno rassemblent une foule immense. Le cercueil est transporté dans les rues de la paroisse, une centaine de frères carmes participent à la célébration, ainsi que le père provincial. Les autorités du Carmel estiment que « le décès du jeune moine a aidé à résoudre la question de faillite financière » car un accord est conclu en fin d'année avec l'absolution complète pour les religieux. Le père Benigno est dans un premier temps enterré dans le cimetière de la ville, mais lorsque les religieux demandent à récupérer sa dépouille, la population de Concesa refuse et se bat pour garder les précieuses reliques, estimant que « Benigno est à nous et doit rester dans notre cimetière ». 
Ce n'est qu'après la conclusion du processus diocésain de béatification, en avril 1995, que les restes du vénérable carme sont finalement exhumés pour être enterrés dans le sanctuaire de la Divine Maternité (à Trezzo sull'Adda), sous l'autel dédié à sainte Thérèse de l'Enfant-Jésus. La translation des reliques a été présidée par Mgr Loris Francesco Capovilla.

## Béatification
Le diocèse de Milan ouvre le procès en béatification en 1991. Le procès diocésain est clos en 1994. Le père carme est déclaré vénérable par le Vatican le 20 décembre 2003,.